# Pachanga Diliman FC
Pachanga Diliman Football Club es un club de fútbol de Filipinas Fue fundada en 1998 con su sede ubicada en AFP-RSBS Industrial Park en Taguig.
Este equipo empezó en la UFL División 2, pero en el 2012 obtuvo el ascenso a la máxima categoría como campeón.

## Palmarés
- United Football League Division 2

- Campeón (1): 2012